# Litoria wisselensis
Litoria wisselensis är en groddjursart som först beskrevs av Tyler 1968.  Litoria wisselensis ingår i släktet Litoria och familjen lövgrodor. IUCN kategoriserar arten globalt som sårbar. Inga underarter finns listade i Catalogue of Life.